# RPL23A
RPL23A (англ. Ribosomal protein L23a) – білок, який кодується однойменним геном, розташованим у людей на короткому плечі 17-ї хромосоми. Довжина поліпептидного ланцюга білка становить 156 амінокислот, а молекулярна маса — 17 695.
| 10         |  | 20         |  | 30         |  | 40         |  | 50         |
| ---------- |  | ---------- |  | ---------- |  | ---------- |  | ---------- |
| MAPKAKKEAP |  | APPKAEAKAK |  | ALKAKKAVLK |  | GVHSHKKKKI |  | RTSPTFRRPK |
| TLRLRRQPKY |  | PRKSAPRRNK |  | LDHYAIIKFP |  | LTTESAMKKI |  | EDNNTLVFIV |
| DVKANKHQIK |  | QAVKKLYDID |  | VAKVNTLIRP |  | DGEKKAYVRL |  | APDYDALDVA |
| NKIGII     |  |            |  |            |  |            |  |            |

A: Аланін

D: Аспарагінова кислота

E: Глутамінова кислота

F: Фенілаланін

G: Гліцин

H: Гістидин

I: Ізолейцин

K: Лізин

L: Лейцин

M: Метіонін

N: Аспарагін

P: Пролін

Q: Глутамін

R: Аргінін

S: Серин

T: Треонін

V: Валін

Кодований геном білок за функціями належить до рибонуклеопротеїнів, рибосомних білків, фосфопротеїнів. 
Білок має сайт для зв'язування з РНК, рРНК. 